# Praia do Molhe
Praia do Molhe
A Praia do Molhe situa-se em Ferragudo, no município de Lagoa (Algarve), no Algarve, Portugal.
O seu nome é devido ao facto de possuir um dos molhes que demarca o fim do rio Arade e o início do Oceano Atlântico.